# Shōta Kawanishi
Shōta Kawanishi (japanisch 川西 翔太 Kawanishi Shōta; * 28. Oktober 1988 in Nara) ist ein japanischer Fußballspieler.

## Karriere
Kawanishi erlernte das Fußballspielen in der Schulmannschaft der Aomori Yamada High School und der Universitätsmannschaft der Osaka University of Health and Sport Sciences. Seinen ersten Vertrag unterschrieb er 2011 bei Gamba Osaka. Der Verein spielte in der höchsten japanischen Liga, der J1 League. Am Ende der Saison 2012 stieg der Verein in die zweite Liga ab. Ein Jahr später feierte er mit Osaka die Zweitligameisterschaft und den Aufstieg in die erste Liga. Die Saison 2014 wurde er an Montedio Yamagata ausgeliehen. Der Verein aus der Präfektur Yamagata spielte in der zweiten Liga. Als Tabellensechster stieg er mit Montedio am Ende der Saison in die erste Liga auf. Nach Ende der Ausleihe wurde er von Montedio fest unter Vertrag genommen. Nach einem Jahr in der ersten Liga musste man am Saisonende wieder den Weg in die zweite Liga antreten. 2017 unterschrieb er in Ōita einen Vertrag beim Zweitligisten Ōita Trinita. 2019 wechselte er auf Leihbasis zum Ligakonkurrenten FC Gifu. Am Ende der Saison 2019 musste er mit dem Verein aus Gifu in die dritte Liga absteigen. Nach Ende der Ausleihe nahm ihn Gifu im Februar 2021 fest unter Vertrag. Am Ende der Saison wurde er mit 13 Toren Torschützenkönig der Liga. Im Januar 2022 wechselte er zum ebenfalls in der dritten Liga spielenden Kataller Toyama. Nach 31 Ligaspielen wechselte er im Juli 2023 auf Leihbasis nach Takamatsu zum ebenfalls in der dritten Liga spielenden Kamatamare Sanuki. Hier bestritt er bis Saisonende 17 Drittligaspiele. Im Februar 2024 wurde er von Sanuki fest unter Vertrag genommen.

## Erfolge
Gamba Osaka
- Japanischer Zweitligameister: 2013  ▲
- Japanischer Pokalfinalist: 2012

Montedio Yamagata
- Japanischer Pokalfinalist: 2014

## Auszeichnungen
J3 League
- Torschützenkönig: 2021